# العلاقات الأرمنية اليهودية
العلاقات الأرمنيَّة واليهوديَّة معقدة ومتضاربة أحيانًا، في كثير من الأحيان لأسباب سياسية وتاريخية. ويعتبر كل من الأرمن واليهود عرقيات دينية.

## مقارنات

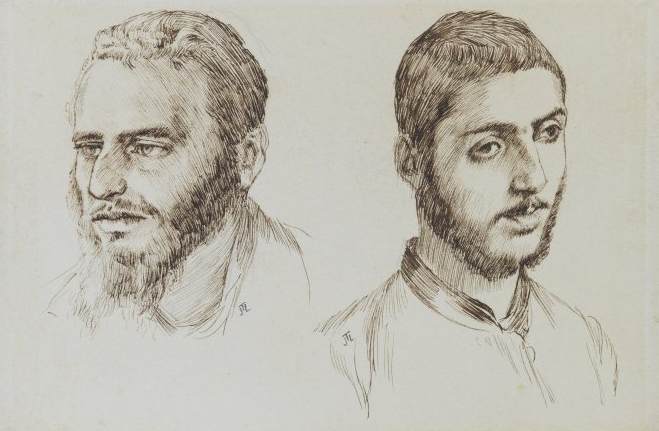
يهودي وأرمني، بريشة جيمس تيسو، 1880 متحف بروكلين.

غالبًا ما تتم المقارنة بين الأرمن واليهود في الكتابات الأكاديمية وغير الأكاديمية على حد سواء منذ أوائل القرن العشرين على الأقل، في كثير من الأحيان في سياق الإبادة الجماعية للأرمن، والمحرقة اليهودية، جنبًا إلى جنب مع الإبادة الجماعية في كمبوديا والإبادة الجماعية في رواندا بين الإبادات الجماعية الأفظع في القرن العشرين. أشار عدد من المؤرخين والصحفيين، والخبراء السياسيين عددًا من أوجه التشابه بين الأرمن واليهود: الشتات الواسع في جميع أنحاء العالم، والحجم الصغير نسبيًا، وعدم وجود سابق للدولة القومية، والحقيقة أن كلا البلدين محاصرين إلى حد كبير من قبل الدول الإسلامية والمعادية لها، والنفوذ الاقتصادي والسياسي في الولايات المتحدة، والنجاح في مجال الأعمال التجارية وتصنيفهم كأقليات نموذجية، وحتى نجاحهم في لعبة الشطرنج.
كتب تشارلز ويليام ويلسون في موسوعة بريتانيكا الحادية عشرة (1911):
وخلال الزيارة التي قامت بها أوريت نوكيد إلى أرمينيا في عام 2012، صرحت وزيرة الزراعة الإسرائيلية أوريت نوكيد، «نحن نتشابه من خلال تاريخنا، وطبعنا، ومن خلال العدد الصغير من السكان ووجود جاليات في الخارج».

## تاريخ
|                                                                                      |  |  |
| رجل دين أرمني في مدينة القدس (يمين)، ويهودي في أرمينيا (يسار) تعود الصورة لعام 1900. |  |  |

تعود أولى الاتصالات بين الأرمن واليهود إلى العصور القديمة. خلال حكم ديكرانوس الثاني، الذي وصلت خلال عصره أرمينيا إلى أقصى حد لها، تم ترحيل الآلاف من اليهود إلى أرمينيا في القرن الأول قبل الميلاد. اليوم، لا يوجد سوى جالية يهودية صغيرة مكونّة من 800 في أرمينيا، ويحمل معظمهم الجنسية الروسية.
يعود وجود الأرمن إلى أرض إسرائيل لعدة قرون. تأسست البطريركية الأرمنية في مدينة القدس في عام 638. ويقع في الحي الأرمني، والذي يعد أصغر الأحياء الأربعة التي تشكل البلدة القديمة في القدس. وفقا لدراسة أجريت عام 2006، يعيش حوالي 790 أرمني في البلدة القديمة وحدها.
واحدة من أقدم الكتب التي ذكرت الأرمن واليهود في كتاب يعود لعام 1723 السفر عبر أوروبا وآسيا، وإلى أجزاء من أفريقيا التي كتبها الرحالة الفرنسي أوبري دي لا موتيري حيث يكتب المؤلف أن الأرمن واليهود هم أكثر صدقًا «بالمقارنة مع الإغريق في الدولة العثمانية».
دعمت إسرائيل تدعم أذربيجان في حرب ناغورنو قرة باغ ضد أرمينيا في 1990. ووفقًا للمجلة التركية الأسبوعية، «العلاقات الجيدة بين تركيا وإسرائيل مع جورجيا وأذربيجان أدت إلى نظريات المؤامرة في يريفان، ويقول الأرمن المتطرفين أن اليهود يلعبون الدور الرئيسي في هذه 'الإستراتيجية الكبيرة لمكافحة الأرمن».
في عام 2004، وفي شركة تلفزيون خاصة تدعى ALM يملكها تيغران كارابيتيان قامت «باستخدام منصة لتصوير اليهود على أنهم عازمين على السيطرة أرمينيا والعالم بأسره.» في عام 2005، أعتقل أرمين أفيتيسيان، زعيم الحزب القومي المتطرف الصغير، اتحاد الأرمن الآريين، بتهمة التحريض على الكراهية العرقية.
ذكر نورهان مانوجيان بطريرك الأرمن في القدس، أن دولة إسرائيل تتعامل مع الأرمن «كمواطنين من الدرجة الثالثة».

## الموقف اليهودي والإسرائيلي على الإبادة الجماعية للأرمن

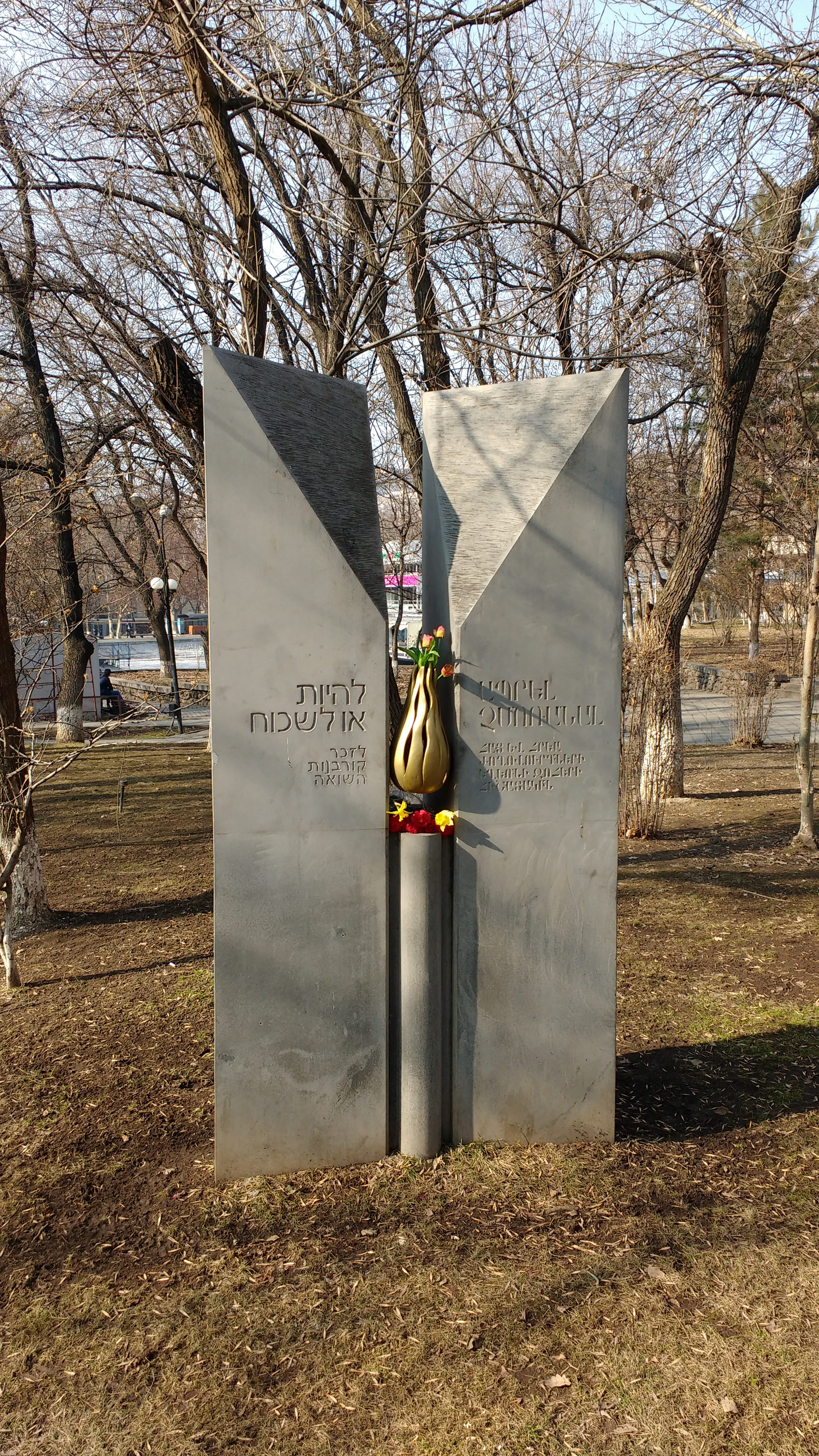
نصب المحرقة اليهودية في يريفان.

تعد قصة السفير مورقنطاو (1918)، واحدة من المصادر الأولية الرئيسية لمناقشة الإبادة الجماعية للأرمن، حيث أن كاتب الكتاب هنري مورغنثاو الأب، هو يهودي أميركي. وبالمثل رواية أربعين يومًا لموسى داغ (1933)، واحدة من الروايات الأكثر شهًرة حول الإبادة الجماعية للأرمن، من كتابة فرانس فرفل، وهو يهودي نمساوي. صاغ رافائيل ليمكين، المحامي اليهودي البولندي، مفهوم الإبادة الجماعية كجريمة ضد الإنسانية، مستند على التجربة الأرمنية.
كان هناك جدل حول الاعتراف بالإبادة الجماعية للأرمن من قبل إسرائيل. واقترح يائير أورو أن إسرائيل لا تريد أن تؤذي علاقاتها مع تركيا وتريد الاحتفاظ «بتفرّد» الهولوكوست.
في عام 2001، وصف وزير الخارجية الإسرائيلي شمعون بيريز الإبادة الجماعية للأرمن بأنها «لا معنى لها». وردًا على ذلك، اتهم المؤرخ والخبير في الإبادة الجماعية سرائيل تشارني اتهم بيريز «الذهاب إلى ما وراء الحدود الأخلاقية حيث لا يوجد يهودي يسمح لنفسه التعدي على ممتلكات الغير». في رسالته إلى بيريز، ذكر شارني:
| العلاقات الأرمنية اليهودية | يبدو أنه بسبب رغباتكم لإقامة علاقات مهمة جدًا مع تركيا، قمت بالإلتفاف على موضوع الإبادة الجماعية للأرمن في 1915-1920 ... قد يكون ذلك في المنظور الخاص بك لإحتياجات دولة إسرائيل، فمن واجبكم الإلتفاف والكف عن فتح هذا الموضوع مع تركيا، ولكن، كيهودي وإسرائيلي، وأنا أشعر بالخجل من دخولك الآن إلى مجموعة ناكرين الإبادة الجماعية للأرمن، المماثلة لإنكار المحرقة اليهودية". | العلاقات الأرمنية اليهودية |

في عام 2008 قال يوسف شيجال، عضو البرلمان الإسرائيلي السابق من اليمين المتطرف إسرائيل بيتنا في حديث إلى وسائل الإعلام أذربيجان: «أجد أنه من المهين للغاية، مقارنة محرقة يهود أوروبا خلال الحرب العالمية الثانية مع الإبادة الجماعية للأرمن خلال الحرب العالمية الأولى. اليهود قتلوا لأنهم يهود، ولكن الأرمن قاموا بإستفزاز تركيا ويجب أن يلوموا أنفسهم».
فشل الكنيست في التصويت على مشروع قانون الاعتراف بالإبادة الجماعية الأرمنية في عام 2011. رئيس الكنيست رؤوفين ريفلين، صرح أنه من المؤيديين للمشروع حيث قال: «من واجبي كيهودي وإسرائيلي على التعرف على مآسي الشعوب الأخرى».
في عام 2010 أجرى البرلمان الإسرائيلي نقاشًا خاصًا بمناسبة الذكرى المئوية للمذابح التي ارتكبت بحق الأرمن بين العامين 1915 و1917، وقال رئيس البرلمان الإسرائيلي يولي ادلشتين «على دولة إسرائيل إعادة النظر بدقة حيال موقفها الرسمي، لأن التاريخ لن يتغير، وحجم الكارثة التي حلت بالشعب الأرمني، وعمق وصمة العار التي فرضت نفسها على البشرية، لا نستطيع، ولا يمكننا حجبها من خلال التلاعب بالعبارات والمصطلحات حيالها». وأضاف ادلشتين «هذه واحدة من الأحداث المأساوية التي جرت هنا في بداية القرن الماضي، وخلال عدة سنوات أدت إلى وفاة أكثر من مليون شخص أرمني، وفقا لمعظم التقديرات وصل عدد الضحايا إلى مليون ونصف انسان. وتم ذلك عن طريق المجازر والطرد، من خلال العنصرية وكراهية الأجانب».
على الرغم المعارضة السابقة، انضمت جماعات اللوبي اليهودي في الولايات المتحدة في الدعوة إلى الاعتراف بالإبادة الجماعية للأرمن من قبل حكومة الولايات المتحدة. كان النشاط الشعبي من قبل اليهود الأميركيين ذات تأثيرًا فيما يتعلق بهذه المسألة. وفي عام 2014، قامت اللجنة اليهودية الأميركية البارزة في تكريم لذكرى ضحايا الإبادة الجماعية للأرمن. ودعت الحكومة التركية ليس فقط للوصول الكامل إلى السجل التاريخي لهذه الفترة المظلمة ولكن أيضًا لمواجهة الحقائق وكشف السجلات. وفي عام 2015، اعتمد المجلس اليهودي للشؤون العامة قرارًا بشأن الإبادة الجماعية الأرمنية والذي يدعو الكونغرس الأميركي ورئيس الولايات المتحدة إلى الاعتراف بالإبادة الأرمنية.